# Twierdzenie Kroneckera-Webera
Twierdzenie Kroneckera-Webera – twierdzenie z dziedziny algebraicznej teorii liczb charakteryzujące abelowe ciała liczbowe. Można pokazać, że dowolne podciało cyklotomicznego rozszerzenia liczb wymiernych (rozszerzenia {\displaystyle \mathbb {Q} } o pierwiastki pierwotne z 1 stopnia {\displaystyle n}) jest rozszerzeniem abelowym, a jego grupą Galois jest podgrupa {\displaystyle (\mathbb {Z} /n\mathbb {Z} )^{\times }}. Twierdzenie Kroneckera-Webera zapewnia implikację w drugą stronę i mówi, że dowolne skończone rozszerzenie abelowe {\displaystyle \mathbb {Q} } jest zawarte w pewnym rozszerzeniu cyklotomicznym.
Równoważnie twierdzenie Kroneckera-Webera mówi, że dowolną liczbę algebraiczną całkowitą, której grupa Galois jest abelowa można przedstawić jako kombinację liniową pierwiastków z 1 o współczynnikach wymiernych. Dla przykładu (niech {\displaystyle \zeta _{n}} oznacza tu pierwotny pierwiastek stopnia {\displaystyle n} z 1):
{\displaystyle {\sqrt {-3}}=\zeta _{3}-\zeta _{3}^{2}},
{\displaystyle {\sqrt {5}}=\zeta _{5}-\zeta _{5}^{2}-\zeta _{5}^{3}+\zeta _{5}^{4}},
{\displaystyle {\sqrt {3}}=\zeta _{12}-\zeta _{12}^{5}}.

## Sformułowanie w teorii ciał
Twierdzenie Kroneckera-Webera zazwyczaj formułuje się w języku teorii ciał: dowolne rozszerzenie ciała {\displaystyle \mathbb {Q} } którego grupa Galois jest abelowa jest podciałem pewnego rozszerzenia cyklotomicznego {\displaystyle \mathbb {Q} (\zeta _{n})}.
Dzięki twierdzeniu Kroneckera-Webera wiemy, że dla dowolnego rozszerzenia abelowego {\displaystyle K/\mathbb {Q} }  zawsze istnieje jakieś najmniejsze roszerzenie cyklotomiczne {\displaystyle \mathbb {Q} (\zeta _{n})}, które je zawiera. Wówczas takie {\displaystyle n} nazywamy konduktorem tego ciała. Dla rozszerzeń kwadratowych zawsze jest to wartość bezwzględna z wyróżnika ciała: {\displaystyle \vert \Delta _{K}\vert }.

## Historia
Jako pierwszy wypowiedź twierdzenia zaproponował Leopold Kronecker (1853), lecz dowód zaproponowany przez niego był niekompletny dla rozszerzeń o stopniu będącym potęgą 2. Heinrich Weber (1886) zaproponował kolejny dowód, choć on również był błędny, to błędy zostały wykryte i poprawione przez Olafa Neumanna (1981). Pierwszy w pełni poprawny dowód twierdzenia podał David Hilbert (1896). 

## Uogólnienia
Lubin i Tate (1965, 1966) udowodnili lokalną wersję twierdzenia Kroneckera-Webera, która mówi że dowolne rozszerzenie abelowe ciała lokalnego może zostać skonstruowane używając rozszerzeń cyklotomicznych oraz rozszerzeń Lubina-Tate'a. Inne dowody tego twierdzenia przedstawili też Hazewinkel (1975), Rosen (1981) i Lubin (1981).
12 problem Hilberta dotyczy uogólnienia twierdzenia Kroneckera-Webera, tak aby opisywało rozszerzenia abelowe dowolnego ciała liczbowego, w szczególności podanie odpowiedników pierwiastków z 1 dla takich ciał. Aktualnie jedyne udowodnione uogólnienia w takiej formie istnieją dla ciał liczbowych z mnożeniem zespolonym.